# Comanda, Mehedinți
Comanda este o localitate componentă a orașului Strehaia din județul Mehedinți, Oltenia, România.

## Personalități
- Nicolae Popescu (n. 1937, Comanda - Strehaia, județul Mehedinți), matematician, membru corespondent al Academiei Române.